# Тронин, Василий Аркадьевич
Василий Аркадьевич (Андреевич) Тронин (29 июля 1872 Вятская губерния — 20 апреля 1906, Иркутск) — член Русского собрания, учитель церковно-учительской семинарии.

## Биография
Родился 29 июля 1872 года в Вятской губернии, в семье диакона. Образование получил в Вятской духовной семинарии, затем в Московской духовной академии, куда был послан на казённый счёт как лучший ученик семинарии.
После окончании курса в академии в 1897 году, по предложению Вятского архиепископа Алексия, поступил в миссионеры Вятской епархии.
В 1901 году перешёл на ту же должность на службу в Благовещенск на Амуре. В 1903 году одновременно занял должность преподавателя по истории и обличению раскола в Благовещенской духовной семинарии.
В 1904 году оставил службу. Находясь в Иркутске он посетил церковно-учительскую семинарию имени В. А. Литвинцева, где архимандритом и настоятелем монастыря и заведующим семинарией состоял о. Иоанн, бывший инспектор Вятской семинарии в миру Федор Иванович Смирнов.
Он и пригласил Василия Аркадьевича занять должность преподавателя вероучения и словесности и воспитателя в семинарии, где Василий Аркадьевич и проявил свой талант. В 1905 году избран Вятским противораскольническим епархиальным миссионером с увеличением оклада.
Первая его лекция — «О современных движениях» была прочитана им в Преображенской церковно-приходской школе на торжественном собрании Братства 27 ноября 1905 года. Эта лекция со стороны согласных с мнениями Тронина была встречена восторженными аплодисментами; со стороны же несогласных вызвала бурю негодования, крики. После этой лекции он стал получать письма с угрозами.
Вторая его лекция — «О Льве Толстом» была прочитана в феврале 1906 года. В марте того же года была прочитана в клубе Общества приказчиков третья лекция — «Религия и социализм». Лекции эти отличились общедоступностью и вызвали большой обмен мнениями.
Из этих лекций при его жизни была напечатана только первая. Кроме того, был напечатан перевод речи Жоржа Понсо против кандидатов еврейской партии. Кроме лекции в феврале 1905 года по случаю празднования 100-летия со дня открытия мощей св. Иннокентия Иркутского, в первом Общественном собрании он прочитал реферат на тему «Нравственный облик Святителя», в котором дал полную и яркую характеристику святителя.
За свои лекции В. А. Тронин был объявлен вождём Черной сотни и приговорён революционерами к смертной казни. Отделом Русского собрания в Иркутске, одним из учредителей которого был Василий Аркадьевич, выставлен кандидатом в члены Государственной Думы.
Вечером 20 апреля Василий Аркадьевич ушёл из своей квартиры прогуляться и пропал. Утром 25 апреля после долгих поисков тело его найдено с разбитой головой и верёвкой на шее. Изуродованный труп его лежал на горе, неподалёку от усадьбы церковно-учительской семинарии. Обстоятельства смерти так и остались не выясненными.